# Drankkeet

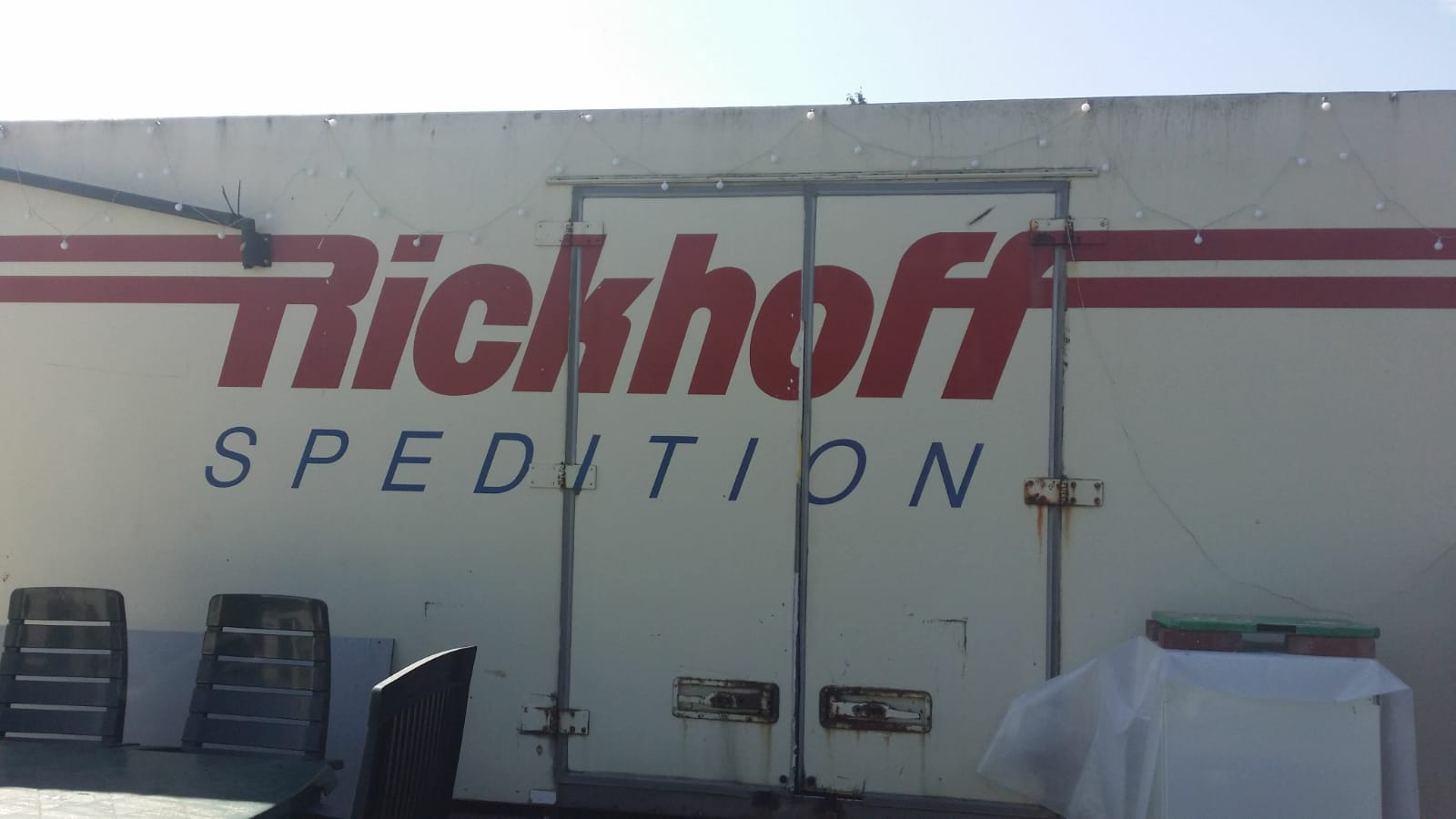

Een drankkeet of -hok is een Nederlandse term om een plek aan te duiden waar vrienden of bekenden, als groep of als individuen bij elkaar komen voor gezelligheid,  om dingen met elkaar te vieren of om zich "in te drinken" voordat men gaat stappen.
In 2004 bleek uit onderzoek van de Stichting Alcoholpreventie (STAP) dat er in Nederland naar schatting 1.500 schuren, caravans, keten en hokken zijn waar stevig wordt gedronken. De meeste van de drankketen zijn alleen in het weekend open.

## Beschrijving
Een keet komt vaak voor in een oude schuur, caravan of garage. Het aantal mensen dat een keetavond bezoekt verschilt zeer sterk per keet, maar het gemiddelde ligt bij de meeste keten wel tussen de 10-20 bezoekers op een avond. Drankketen worden meestal gebouwd, schoongemaakt en gefinancierd door de vriendengroep zelf. Deze vriendengroepen hebben dus veelal geen vergunningen. Bij sommige gemeentes in Nederland is er een gedoogbeleid op drankketen. Andere gemeentes daarentegen proberen de drankketen op te sporen en te sluiten omdat ze in strijd zijn met sommige wetten. Men voert aan dat drankketen horecabedrijven zijn, en dat meestal de brandpreventiemaatregelen onvoldoende zijn. Ook wordt er bij sommige drankketen alcohol geschonken aan minderjarigen. De gelegenheden bevinden zich meestal op het platteland, voornamelijk in het oosten van het land. In het Twents, Sallands en Achterhoeks spreekt men wel van onder meer zoepkot of zuupkot.

### Westland
In de gemeente Westland, waar men al sinds 1965 hokken kent zijn nu ongeveer 200 tot 250 hokken, maakt men onderscheid tussen hokken als zijnde een verlengde huiskamer, die gezien worden als een sociale ontmoetingsplaats, en commerciële hokken met hoge drankomzetten. Hierbij worden de hokken die fungeren als een verlengde huiskamer met rust gelaten, in tegenstelling tot de commerciële hokken die hard worden aangepakt. Het Bureau Eerlijke Mededinging (BEM), onderdeel van Koninklijke Horeca Nederland ziet graag dat alle hokken in het Westland verdwijnen, omdat zij het oneerlijke concurrentie vinden voor de horeca. Vooralsnog geeft het college van burgemeester en wethouders geen gehoor aan de wens van het BEM en gaat, om het drankmisbruik tegen te gaan, voorlichting geven aan jongeren en ouders. De gemeente Westland heeft zelfs een hokkenkeurmerk ingevoerd welke hokken kunnen verwerven na een uitgebreide controle op onder andere brandveiligheid en aanwezigheid van sociale controle.